# کومبیا (بورکینافاسو)
کومبیا شهری در شهرستان فارا در استان باله در بورکینافاسوی جنوبی است و جمعیت آن ۸۲۳ نفر است.